# Eleições legislativas portuguesas de 2025 no distrito de Santarém
| Eleições legislativas portuguesas de 2025 Distritos: Aveiro \| Beja \| Braga \| Bragança \| Castelo Branco \| Coimbra \| Évora \| Faro \| Guarda \| Leiria \| Lisboa \| Portalegre \| Porto \| Santarém \| Setúbal \| Viana do Castelo \| Vila Real \| Viseu \| Açores \| Madeira \| Estrangeiro |

## Resultados por concelho
Os resultados nos concelhos do Distrito de Santarém foram os seguintes:

### Abrantes
| Partido                 | Partido                                  | Votos  | %               | +/-  |
| ----------------------- | ---------------------------------------- | ------ | --------------- | ---- |
|                         | Chega                                    | 6 166  | 30,46 / 100,00  | 6,08 |
|                         | Partido Socialista                       | 5 338  | 26,37 / 100,00  | 5,99 |
|                         | AD - Coligação PSD/CDS                   | 5 045  | 24,92 / 100,00  | 3,67 |
|                         | Coligação Democrática Unitária (PCP-PEV) | 709    | 3,50 / 100,00   | 0,59 |
|                         | Iniciativa Liberal                       | 662    | 3,27 / 100,00   | 0,13 |
|                         | Livre                                    | 625    | 3,09 / 100,00   | 0,65 |
|                         | Bloco de Esquerda                        | 450    | 2,22 / 100,00   | 3,39 |
|                         | Alternativa Democrática Nacional         | 361    | 1,78 / 100,00   | 0,41 |
|                         | Pessoas–Animais–Natureza                 | 243    | 1,20 / 100,00   | 0,41 |
|                         | Outros (com menos de 1,00%)              | 132    | 0,65 / 100,00   |      |
| Votos Inválidos         | Votos Inválidos                          | 510    | 2,52 / 100,00   | 0,18 |
| Total                   | Total                                    | 20 241 | 100,00 / 100,00 |      |
| Eleitorado/Participação | Eleitorado/Participação                  | 30 906 | 65,49 / 100,00  | 1,91 |

### Alcanena
| Partido                 | Partido                                  | Votos  | %               | +/-  |
| ----------------------- | ---------------------------------------- | ------ | --------------- | ---- |
|                         | AD - Coligação PSD/CDS                   | 2 436  | 33,93 / 100,00  | 3,50 |
|                         | Chega                                    | 1 810  | 25,21 / 100,00  | 4,58 |
|                         | Partido Socialista                       | 1 591  | 22,16 / 100,00  | 5,24 |
|                         | Iniciativa Liberal                       | 309    | 4,30 / 100,00   | 0,03 |
|                         | Coligação Democrática Unitária (PCP-PEV) | 256    | 3,57 / 100,00   | 0,85 |
|                         | Livre                                    | 187    | 2,60 / 100,00   | 0,75 |
|                         | Alternativa Democrática Nacional         | 152    | 2,12 / 100,00   | 0,35 |
|                         | Bloco de Esquerda                        | 105    | 1,46 / 100,00   | 2,44 |
|                         | Pessoas–Animais–Natureza                 | 74     | 1,03 / 100,00   | 0,66 |
|                         | Outros (com menos de 1,00%)              | 52     | 0,71 / 100,00   |      |
| Votos Inválidos         | Votos Inválidos                          | 208    | 2,89 / 100,00   | 0,28 |
| Total                   | Total                                    | 7 180  | 100,00 / 100,00 |      |
| Eleitorado/Participação | Eleitorado/Participação                  | 11 406 | 62,95 / 100,00  | 1,70 |

### Almeirim
| Partido                 | Partido                                  | Votos  | %               | +/-  |
| ----------------------- | ---------------------------------------- | ------ | --------------- | ---- |
|                         | Chega                                    | 3 755  | 31,82 / 100,00  | 6,05 |
|                         | Partido Socialista                       | 3 150  | 26,69 / 100,00  | 6,29 |
|                         | AD - Coligação PSD/CDS                   | 2 814  | 23,85 / 100,00  | 3,63 |
|                         | Iniciativa Liberal                       | 444    | 3,76 / 100,00   | 0,10 |
|                         | Coligação Democrática Unitária (PCP-PEV) | 422    | 3,58 / 100,00   | 0,78 |
|                         | Livre                                    | 342    | 2,90 / 100,00   | 0,66 |
|                         | Bloco de Esquerda                        | 213    | 1,80 / 100,00   | 2,41 |
|                         | Alternativa Democrática Nacional         | 153    | 1,30 / 100,00   | 0,18 |
|                         | Pessoas–Animais–Natureza                 | 131    | 1,11 / 100,00   | 0,40 |
|                         | Outros (com menos de 1,00%)              | 84     | 0,71 / 100,00   |      |
| Votos Inválidos         | Votos Inválidos                          | 293    | 2,48 / 100,00   | 0,27 |
| Total                   | Total                                    | 11 801 | 100,00 / 100,00 |      |
| Eleitorado/Participação | Eleitorado/Participação                  | 19 765 | 59,71 / 100,00  | 1,40 |

### Alpiarça
| Partido                 | Partido                                  | Votos | %               | +/-  |
| ----------------------- | ---------------------------------------- | ----- | --------------- | ---- |
|                         | Chega                                    | 1 024 | 25,02 / 100,00  | 4,91 |
|                         | Partido Socialista                       | 1 002 | 24,48 / 100,00  | 6,91 |
|                         | AD - Coligação PSD/CDS                   | 787   | 19,23 / 100,00  | 3,82 |
|                         | Coligação Democrática Unitária (PCP-PEV) | 694   | 16,96 / 100,00  | 0,28 |
|                         | Iniciativa Liberal                       | 156   | 3,81 / 100,00   | 0,34 |
|                         | Livre                                    | 117   | 2,86 / 100,00   | 0,79 |
|                         | Bloco de Esquerda                        | 81    | 1,98 / 100,00   | 2,99 |
|                         | Alternativa Democrática Nacional         | 62    | 1,51 / 100,00   | 0,64 |
|                         | Outros (com menos de 1,00%)              | 50    | 1,22 / 100,00   |      |
| Votos Inválidos         | Votos Inválidos                          | 120   | 2,93 / 100,00   | 0,04 |
| Total                   | Total                                    | 4 093 | 100,00 / 100,00 |      |
| Eleitorado/Participação | Eleitorado/Participação                  | 6 353 | 64,43 / 100,00  | 1,52 |

### Benavente
| Partido                 | Partido                                  | Votos  | %               | +/-  |
| ----------------------- | ---------------------------------------- | ------ | --------------- | ---- |
|                         | Chega                                    | 5 898  | 36,25 / 100,00  | 6,27 |
|                         | AD - Coligação PSD/CDS                   | 4 060  | 24,95 / 100,00  | 2,82 |
|                         | Partido Socialista                       | 2 934  | 18,03 / 100,00  | 5,98 |
|                         | Coligação Democrática Unitária (PCP-PEV) | 852    | 5,24 / 100,00   | 0,94 |
|                         | Iniciativa Liberal                       | 779    | 4,79 / 100,00   | 0,29 |
|                         | Livre                                    | 599    | 3,68 / 100,00   | 0,78 |
|                         | Bloco de Esquerda                        | 254    | 1,56 / 100,00   | 2,75 |
|                         | Alternativa Democrática Nacional         | 207    | 1,27 / 100,00   | 0,10 |
|                         | Pessoas–Animais–Natureza                 | 198    | 1,22 / 100,00   | 0,24 |
|                         | Outros (com menos de 1,00%)              | 106    | 0,66 / 100,00   |      |
| Votos Inválidos         | Votos Inválidos                          | 383    | 2,35 / 100,00   | 0,06 |
| Total                   | Total                                    | 16 270 | 100,00 / 100,00 |      |
| Eleitorado/Participação | Eleitorado/Participação                  | 25 155 | 64,68 / 100,00  | 1,07 |

### Cartaxo
| Partido                 | Partido                                  | Votos  | %               | +/-  |
| ----------------------- | ---------------------------------------- | ------ | --------------- | ---- |
|                         | Chega                                    | 4 017  | 29,91 / 100,00  | 6,02 |
|                         | AD - Coligação PSD/CDS                   | 3 521  | 26,22 / 100,00  | 3,00 |
|                         | Partido Socialista                       | 3 232  | 24,07 / 100,00  | 6,00 |
|                         | Livre                                    | 577    | 4,30 / 100,00   | 1,10 |
|                         | Iniciativa Liberal                       | 539    | 4,01 / 100,00   | 0,40 |
|                         | Coligação Democrática Unitária (PCP-PEV) | 476    | 3,54 / 100,00   | 0,60 |
|                         | Bloco de Esquerda                        | 236    | 1,76 / 100,00   | 3,27 |
|                         | Pessoas–Animais–Natureza                 | 233    | 1,73 / 100,00   | 0,39 |
|                         | Alternativa Democrática Nacional         | 178    | 1,33 / 100,00   | 0,21 |
|                         | Outros (com menos de 1,00%)              | 100    | 0,74 / 100,00   |      |
| Votos Inválidos         | Votos Inválidos                          | 321    | 2,39 / 100,00   | 0,11 |
| Total                   | Total                                    | 13 430 | 100,00 / 100,00 |      |
| Eleitorado/Participação | Eleitorado/Participação                  | 20 851 | 64,41 / 100,00  | 2,55 |

### Chamusca
| Partido                 | Partido                                  | Votos | %               | +/-  |
| ----------------------- | ---------------------------------------- | ----- | --------------- | ---- |
|                         | Chega                                    | 1 328 | 28,50 / 100,00  | 4,85 |
|                         | Partido Socialista                       | 1 279 | 27,45 / 100,00  | 6,95 |
|                         | AD - Coligação PSD/CDS                   | 1 170 | 25,11 / 100,00  | 5,32 |
|                         | Coligação Democrática Unitária (PCP-PEV) | 331   | 7,10 / 100,00   | 1,32 |
|                         | Iniciativa Liberal                       | 97    | 2,08 / 100,00   | 0,35 |
|                         | Livre                                    | 92    | 1,97 / 100,00   | 0,36 |
|                         | Bloco de Esquerda                        | 92    | 1,97 / 100,00   | 2,12 |
|                         | Alternativa Democrática Nacional         | 78    | 1,67 / 100,00   | 0,57 |
|                         | Outros (com menos de 1,00%)              | 81    | 1,74 / 100,00   |      |
| Votos Inválidos         | Votos Inválidos                          | 112   | 2,40 / 100,00   | 0,18 |
| Total                   | Total                                    | 4 660 | 100,00 / 100,00 |      |
| Eleitorado/Participação | Eleitorado/Participação                  | 7 516 | 62,00 / 100,00  | 2,73 |

### Constância
| Partido                 | Partido                                  | Votos | %               | +/-  |
| ----------------------- | ---------------------------------------- | ----- | --------------- | ---- |
|                         | Chega                                    | 771   | 32,74 / 100,00  | 4,98 |
|                         | Partido Socialista                       | 561   | 23,82 / 100,00  | 7,81 |
|                         | AD - Coligação PSD/CDS                   | 548   | 23,27 / 100,00  | 6,27 |
|                         | Coligação Democrática Unitária (PCP-PEV) | 138   | 5,86 / 100,00   | 1,33 |
|                         | Iniciativa Liberal                       | 71    | 3,01 / 100,00   | 0,23 |
|                         | Livre                                    | 68    | 2,89 / 100,00   | 0,98 |
|                         | Alternativa Democrática Nacional         | 47    | 2,00 / 100,00   | 0,84 |
|                         | Pessoas–Animais–Natureza                 | 38    | 1,61 / 100,00   | 0,80 |
|                         | Bloco de Esquerda                        | 28    | 1,19 / 100,00   | 2,72 |
|                         | Outros (com menos de 1,00%)              | 17    | 0,71 / 100,00   |      |
| Votos Inválidos         | Votos Inválidos                          | 68    | 2,88 / 100,00   | 0,27 |
| Total                   | Total                                    | 2 355 | 100,00 / 100,00 |      |
| Eleitorado/Participação | Eleitorado/Participação                  | 3 377 | 69,74 / 100,00  | 1,85 |

### Coruche
| Partido                 | Partido                                  | Votos  | %               | +/-  |
| ----------------------- | ---------------------------------------- | ------ | --------------- | ---- |
|                         | Partido Socialista                       | 2 823  | 29,23 / 100,00  | 4,85 |
|                         | Chega                                    | 2 742  | 28,39 / 100,00  | 5,23 |
|                         | AD - Coligação PSD/CDS                   | 2 226  | 23,05 / 100,00  | 2,62 |
|                         | Coligação Democrática Unitária (PCP-PEV) | 791    | 8,19 / 100,00   | 1,61 |
|                         | Iniciativa Liberal                       | 287    | 2,97 / 100,00   | 0,53 |
|                         | Livre                                    | 210    | 1,27 / 100,00   | 0,28 |
|                         | Alternativa Democrática Nacional         | 124    | 1,28 / 100,00   | 0,18 |
|                         | Bloco de Esquerda                        | 113    | 1,17 / 100,00   | 2,42 |
|                         | Outros (com menos de 1,00%)              | 136    | 1,40 / 100,00   |      |
| Votos Inválidos         | Votos Inválidos                          | 206    | 2,13 / 100,00   | 0,02 |
| Total                   | Total                                    | 9 658  | 100,00 / 100,00 |      |
| Eleitorado/Participação | Eleitorado/Participação                  | 15 549 | 62,11 / 100,00  | 1,80 |

### Entroncamento
| Partido                 | Partido                                  | Votos  | %               | +/-  |
| ----------------------- | ---------------------------------------- | ------ | --------------- | ---- |
|                         | Chega                                    | 3 493  | 31,83 / 100,00  | 6,88 |
|                         | AD - Coligação PSD/CDS                   | 2 955  | 26,93 / 100,00  | 3,28 |
|                         | Partido Socialista                       | 2 597  | 23,67 / 100,00  | 5,69 |
|                         | Livre                                    | 453    | 4,13 / 100,00   | 1,01 |
|                         | Iniciativa Liberal                       | 421    | 3,84 / 100,00   | 0,63 |
|                         | Coligação Democrática Unitária (PCP-PEV) | 270    | 2,46 / 100,00   | 0,37 |
|                         | Bloco de Esquerda                        | 218    | 1,99 / 100,00   | 3,49 |
|                         | Pessoas–Animais–Natureza                 | 123    | 1,12 / 100,00   | 0,70 |
|                         | Outros (com menos de 1,00%)              | 180    | 1,64 / 100,00   |      |
| Votos Inválidos         | Votos Inválidos                          | 264    | 2,41 / 100,00   | 0,03 |
| Total                   | Total                                    | 10 974 | 100,00 / 100,00 |      |
| Eleitorado/Participação | Eleitorado/Participação                  | 16 585 | 66,17 / 100,00  | 2,13 |

### Ferreira do Zêzere
| Partido                 | Partido                                  | Votos | %               | +/-  |
| ----------------------- | ---------------------------------------- | ----- | --------------- | ---- |
|                         | AD - Coligação PSD/CDS                   | 1 868 | 39,31 / 100,00  | 3,21 |
|                         | Chega                                    | 1 221 | 25,69 / 100,00  | 4,30 |
|                         | Partido Socialista                       | 959   | 20,18 / 100,00  | 4,47 |
|                         | Iniciativa Liberal                       | 164   | 3,45 / 100,00   | 0,03 |
|                         | Alternativa Democrática Nacional         | 132   | 2,78 / 100,00   | 0,52 |
|                         | Livre                                    | 82    | 1,73 / 100,00   | 0,25 |
|                         | Bloco de Esquerda                        | 60    | 1,26 / 100,00   | 1,78 |
|                         | Pessoas–Animais–Natureza                 | 59    | 1,24 / 100,00   | 0,39 |
|                         | Coligação Democrática Unitária (PCP-PEV) | 50    | 1,05 / 100,00   | 0,33 |
|                         | Outros (com menos de 1,00%)              | 27    | 0,58 / 100,00   |      |
| Votos Inválidos         | Votos Inválidos                          | 130   | 2,73 / 100,00   | 0,75 |
| Total                   | Total                                    | 4 752 | 100,00 / 100,00 |      |
| Eleitorado/Participação | Eleitorado/Participação                  | 6 898 | 68,89 / 100,00  | 2,11 |

### Golegã
| Partido                 | Partido                                  | Votos | %               | +/-  |
| ----------------------- | ---------------------------------------- | ----- | --------------- | ---- |
|                         | Chega                                    | 875   | 29,13 / 100,00  | 5,33 |
|                         | AD - Coligação PSD/CDS                   | 817   | 27,20 / 100,00  | 4,22 |
|                         | Partido Socialista                       | 757   | 25,20 / 100,00  | 6,25 |
|                         | Coligação Democrática Unitária (PCP-PEV) | 167   | 5,56 / 100,00   | 0,17 |
|                         | Iniciativa Liberal                       | 89    | 2,96 / 100,00   | 0,38 |
|                         | Livre                                    | 75    | 2,50 / 100,00   | 0,26 |
|                         | Bloco de Esquerda                        | 58    | 1,93 / 100,00   | 2,60 |
|                         | Alternativa Democrática Nacional         | 54    | 1,80 / 100,00   | 0,29 |
|                         | Outros (com menos de 1,00%)              | 42    | 1,40 / 100,00   |      |
| Votos Inválidos         | Votos Inválidos                          | 70    | 2,33 / 100,00   | 0,79 |
| Total                   | Total                                    | 3 004 | 100,00 / 100,00 |      |
| Eleitorado/Participação | Eleitorado/Participação                  | 4 721 | 63,63 / 100,00  | 3,23 |

### Mação
| Partido                 | Partido                                  | Votos | %               | +/-  |
| ----------------------- | ---------------------------------------- | ----- | --------------- | ---- |
|                         | AD - Coligação PSD/CDS                   | 1 488 | 36,68 / 100,00  | 3,82 |
|                         | Partido Socialista                       | 1 044 | 25,73 / 100,00  | 3,94 |
|                         | Chega                                    | 908   | 22,38 / 100,00  | 3,81 |
|                         | Alternativa Democrática Nacional         | 99    | 2,44 / 100,00   | 0,26 |
|                         | Iniciativa Liberal                       | 97    | 2,39 / 100,00   | 0,32 |
|                         | Coligação Democrática Unitária (PCP-PEV) | 83    | 2,05 / 100,00   | 0,51 |
|                         | Livre                                    | 80    | 1,97 / 100,00   | 0,21 |
|                         | Bloco de Esquerda                        | 73    | 1,80 / 100,00   | 2,02 |
|                         | Outros (com menos de 1,00%)              | 78    | 1,93 / 100,00   |      |
| Votos Inválidos         | Votos Inválidos                          | 107   | 2,64 / 100,00   | 0,43 |
| Total                   | Total                                    | 4 057 | 100,00 / 100,00 |      |
| Eleitorado/Participação | Eleitorado/Participação                  | 5 679 | 71,44 / 100,00  | 1,17 |

### Ourém
| Partido                 | Partido                          | Votos  | %               | +/-     |
| ----------------------- | -------------------------------- | ------ | --------------- | ------- |
|                         | AD - Coligação PSD/CDS           | 12 422 | 48,50 / 100,00  | 2,93    |
|                         | Chega                            | 6 362  | 24,84 / 100,00  | 1,42    |
|                         | Partido Socialista               | 2 842  | 11,10 / 100,00  | 2,49    |
|                         | Iniciativa Liberal               | 1 204  | 4,70 / 100,00   | 0,34    |
|                         | Livre                            | 625    | 2,44 / 100,00   | 0,44    |
|                         | Alternativa Democrática Nacional | 592    | 2,31 / 100,00   | Estável |
|                         | Bloco de Esquerda                | 267    | 1,04 / 100,00   | 1,45    |
|                         | Outros (com menos de 1,00%)      | 603    | 2,37 / 100,00   |         |
| Votos Inválidos         | Votos Inválidos                  | 695    | 2,71 / 100,00   | 0,12    |
| Total                   | Total                            | 25 612 | 100,00 / 100,00 |         |
| Eleitorado/Participação | Eleitorado/Participação          | 40 362 | 63,46 / 100,00  | 2,27    |

### Rio Maior
| Partido                 | Partido                                  | Votos  | %               | +/-  |
| ----------------------- | ---------------------------------------- | ------ | --------------- | ---- |
|                         | AD - Coligação PSD/CDS                   | 4 407  | 37,66 / 100,00  | 2,21 |
|                         | Chega                                    | 3 153  | 26,94 / 100,00  | 3,68 |
|                         | Partido Socialista                       | 2 285  | 19,52 / 100,00  | 3,98 |
|                         | Iniciativa Liberal                       | 465    | 3,97 / 100,00   | 0,25 |
|                         | Livre                                    | 319    | 2,73 / 100,00   | 0,28 |
|                         | Coligação Democrática Unitária (PCP-PEV) | 204    | 1,74 / 100,00   | 0,13 |
|                         | Alternativa Democrática Nacional         | 184    | 1,57 / 100,00   | 0,21 |
|                         | Bloco de Esquerda                        | 160    | 1,37 / 100,00   | 1,58 |
|                         | Pessoas–Animais–Natureza                 | 118    | 1,01 / 100,00   | 0,49 |
|                         | Outros (com menos de 1,00%)              | 84     | 0,71 / 100,00   |      |
| Votos Inválidos         | Votos Inválidos                          | 324    | 2,77 / 100,00   | 0,29 |
| Total                   | Total                                    | 11 703 | 100,00 / 100,00 |      |
| Eleitorado/Participação | Eleitorado/Participação                  | 17 873 | 65,48 / 100,00  | 1,58 |

### Salvaterra de Magos
| Partido                 | Partido                                  | Votos  | %               | +/-  |
| ----------------------- | ---------------------------------------- | ------ | --------------- | ---- |
|                         | Chega                                    | 4 388  | 36,18 / 100,00  | 6,97 |
|                         | Partido Socialista                       | 2 738  | 22,57 / 100,00  | 5,83 |
|                         | AD - Coligação PSD/CDS                   | 2 675  | 22,05 / 100,00  | 3,02 |
|                         | Iniciativa Liberal                       | 485    | 4,00 / 100,00   | 0,11 |
|                         | Coligação Democrática Unitária (PCP-PEV) | 471    | 3,88 / 100,00   | 0,84 |
|                         | Livre                                    | 401    | 3,31 / 100,00   | 0,89 |
|                         | Bloco de Esquerda                        | 270    | 2,23 / 100,00   | 3,49 |
|                         | Pessoas–Animais–Natureza                 | 166    | 1,37 / 100,00   | 0,39 |
|                         | Alternativa Democrática Nacional         | 152    | 1,25 / 100,00   | 0,13 |
|                         | Outros (com menos de 1,00%)              | 97     | 0,80 / 100,00   |      |
| Votos Inválidos         | Votos Inválidos                          | 286    | 2,36 / 100,00   | 0,45 |
| Total                   | Total                                    | 12 129 | 100,00 / 100,00 |      |
| Eleitorado/Participação | Eleitorado/Participação                  | 19 868 | 61,05 / 100,00  | 0,29 |

### Santarém
| Partido                 | Partido                                  | Votos  | %               | +/-  |
| ----------------------- | ---------------------------------------- | ------ | --------------- | ---- |
|                         | AD - Coligação PSD/CDS                   | 11 141 | 33,07 / 100,00  | 3,40 |
|                         | Partido Socialista                       | 8 136  | 24,15 / 100,00  | 4,29 |
|                         | Chega                                    | 8 115  | 24,09 / 100,00  | 3,46 |
|                         | Iniciativa Liberal                       | 1 518  | 4,51 / 100,00   | 0,30 |
|                         | Livre                                    | 1 234  | 3,66 / 100,00   | 0,83 |
|                         | Coligação Democrática Unitária (PCP-PEV) | 1 118  | 3,32 / 100,00   | 0,50 |
|                         | Bloco de Esquerda                        | 578    | 1,72 / 100,00   | 2,54 |
|                         | Alternativa Democrática Nacional         | 492    | 1,46 / 100,00   | 0,23 |
|                         | Pessoas–Animais–Natureza                 | 367    | 1,09 / 100,00   | 0,32 |
|                         | Outros (com menos de 1,00%)              | 195    | 0,57 / 100,00   |      |
| Votos Inválidos         | Votos Inválidos                          | 793    | 2,36 / 100,00   | 0,14 |
| Total                   | Total                                    | 33 687 | 100,00 / 100,00 |      |
| Eleitorado/Participação | Eleitorado/Participação                  | 50 934 | 66,14 / 100,00  | 1,80 |

### Sardoal
| Partido                 | Partido                                  | Votos | %               | +/-  |
| ----------------------- | ---------------------------------------- | ----- | --------------- | ---- |
|                         | AD - Coligação PSD/CDS                   | 796   | 34,28 / 100,00  | 3,99 |
|                         | Partido Socialista                       | 622   | 26,79 / 100,00  | 4,13 |
|                         | Chega                                    | 539   | 23,21 / 100,00  | 3,94 |
|                         | Livre                                    | 65    | 2,80 / 100,00   | 0,12 |
|                         | Coligação Democrática Unitária (PCP-PEV) | 60    | 2,58 / 100,00   | 0,56 |
|                         | Iniciativa Liberal                       | 57    | 2,45 / 100,00   | 0,19 |
|                         | Bloco de Esquerda                        | 38    | 1,64 / 100,00   | 2,84 |
|                         | Alternativa Democrática Nacional         | 33    | 1,42 / 100,00   | 0,21 |
|                         | Pessoas–Animais–Natureza                 | 29    | 1,25 / 100,00   | 0,80 |
|                         | Outros (com menos de 1,00%)              | 21    | 0,91 / 100,00   |      |
| Votos Inválidos         | Votos Inválidos                          | 62    | 2,67 / 100,00   | 0,12 |
| Total                   | Total                                    | 2 322 | 100,00 / 100,00 |      |
| Eleitorado/Participação | Eleitorado/Participação                  | 3 140 | 73,95 / 100,00  | 1,71 |

### Tomar
| Partido                 | Partido                                  | Votos  | %               | +/-  |
| ----------------------- | ---------------------------------------- | ------ | --------------- | ---- |
|                         | AD - Coligação PSD/CDS                   | 6 857  | 32,14 / 100,00  | 3,51 |
|                         | Chega                                    | 5 457  | 25,58 / 100,00  | 4,91 |
|                         | Partido Socialista                       | 5 142  | 24,10 / 100,00  | 5,72 |
|                         | Iniciativa Liberal                       | 795    | 3,73 / 100,00   | 0,29 |
|                         | Livre                                    | 791    | 3,71 / 100,00   | 0,91 |
|                         | Coligação Democrática Unitária (PCP-PEV) | 520    | 2,44 / 100,00   | 0,10 |
|                         | Bloco de Esquerda                        | 392    | 1,84 / 100,00   | 2,70 |
|                         | Alternativa Democrática Nacional         | 376    | 1,76 / 100,00   | 0,19 |
|                         | Pessoas–Animais–Natureza                 | 242    | 1,13 / 100,00   | 0,59 |
|                         | Outros (com menos de 1,00%)              | 190    | 0,89 / 100,00   |      |
| Votos Inválidos         | Votos Inválidos                          | 570    | 2,67 / 100,00   | 0,27 |
| Total                   | Total                                    | 21 332 | 100,00 / 100,00 |      |
| Eleitorado/Participação | Eleitorado/Participação                  | 33 222 | 64,21 / 100,00  | 2,48 |

### Torres Novas
| Partido                 | Partido                                  | Votos  | %               | +/-  |
| ----------------------- | ---------------------------------------- | ------ | --------------- | ---- |
|                         | AD - Coligação PSD/CDS                   | 5 679  | 27,73 / 100,00  | 3,82 |
|                         | Partido Socialista                       | 5 418  | 26,46 / 100,00  | 4,99 |
|                         | Chega                                    | 5 185  | 25,32 / 100,00  | 5,11 |
|                         | Iniciativa Liberal                       | 788    | 3,85 / 100,00   | 0,08 |
|                         | Coligação Democrática Unitária (PCP-PEV) | 782    | 3,82 / 100,00   | 0,56 |
|                         | Livre                                    | 751    | 3,67 / 100,00   | 1,17 |
|                         | Bloco de Esquerda                        | 592    | 2,89 / 100,00   | 3,66 |
|                         | Alternativa Democrática Nacional         | 312    | 1,52 / 100,00   | 0,31 |
|                         | Pessoas–Animais–Natureza                 | 252    | 1,23 / 100,00   | 0,55 |
|                         | Outros (com menos de 1,00%)              | 138    | 0,67 / 100,00   |      |
| Votos Inválidos         | Votos Inválidos                          | 579    | 2,83 / 100,00   | 0,19 |
| Total                   | Total                                    | 20 476 | 100,00 / 100,00 |      |
| Eleitorado/Participação | Eleitorado/Participação                  | 30 808 | 66,46 / 100,00  | 1,93 |

### Vila Nova da Barquinha
| Partido                 | Partido                                  | Votos | %               | +/-  |
| ----------------------- | ---------------------------------------- | ----- | --------------- | ---- |
|                         | Chega                                    | 1 480 | 33,32 / 100,00  | 6,02 |
|                         | Partido Socialista                       | 1 095 | 24,65 / 100,00  | 7,04 |
|                         | AD - Coligação PSD/CDS                   | 1 004 | 22,60 / 100,00  | 3,56 |
|                         | Coligação Democrática Unitária (PCP-PEV) | 172   | 3,87 / 100,00   | 0,39 |
|                         | Iniciativa Liberal                       | 166   | 3,74 / 100,00   | 0,10 |
|                         | Livre                                    | 164   | 3,69 / 100,00   | 1,45 |
|                         | Bloco de Esquerda                        | 89    | 2,00 / 100,00   | 2,93 |
|                         | Alternativa Democrática Nacional         | 73    | 1,64 / 100,00   | 0,73 |
|                         | Pessoas–Animais–Natureza                 | 66    | 1,49 / 100,00   | 0,62 |
|                         | Outros (com menos de 1,00%)              | 26    | 0,59 / 100,00   |      |
| Votos Inválidos         | Votos Inválidos                          | 107   | 2,41 / 100,00   | 0,12 |
| Total                   | Total                                    | 4 442 | 100,00 / 100,00 |      |
| Eleitorado/Participação | Eleitorado/Participação                  | 6 447 | 68,90 / 100,00  | 1,40 |

## Lista de Deputados Eleitos
A lista apresentada é conforme a aplicação do Método D'Hondt:
| N.º | Nome                                               | Partido | Partido            | Partido                          | Quociente  |
| --- | -------------------------------------------------- | ------- | ------------------ | -------------------------------- | ---------- |
| 1   | Fernando Alexandre                                 |         |                    | AD - Coligação PSD/CDS (PPD/PSD) | 74716      |
| 2   | Pedro Alexandre Arrabaça de Silva Oliveira Correia |         | Chega              | Chega                            | 68687      |
| 3   | Marcos Perestrello                                 |         | Partido Socialista | Partido Socialista               | 55545      |
| 4   | João Manuel Moura Rodrigues                        |         |                    | AD - Coligação PSD/CDS (PPD/PSD) | 37358      |
| 5   | José Frederico Abecassis Dotti                     |         | Chega              | Chega                            | 34343,5    |
| 6   | Hugo Miguel Carvalheiro dos Santos Costa           |         | Partido Socialista | Partido Socialista               | 27772,5    |
| 7   | Isaura Maria Elias Crisóstomo Bernardino Morais    |         |                    | AD - Coligação PSD/CDS (PPD/PSD) | 24905,3333 |
| 8   | Catarina Rita Ferreira Girão Salgueiro da Costa    |         | Chega              | Chega                            | 22895,6667 |
| 9   | Ricardo Alexandre Frade de Oliveira                |         |                    | AD - Coligação PSD/CDS (PPD/PSD) | 18679      |